# Hernán-Valle
Hernán-Valle es una localidad y pedanía española perteneciente al municipio de Guadix, en la provincia de Granada, comunidad autónoma de Andalucía. Está situada en la parte centro-este de la comarca accitana. Cerca de esta localidad se encuentran los núcleos de Las Viñas, Cenascuras, Estación de Gorafe, Gor y Estación de Guadix.

## Historia
Inicialmente fue un territorio concedido por los Reyes Católicos a un colaborador musulmán que tomó el nombre de Hernán Valle, y de ahí su toponimia actual. Un descendiente de éste, Hernán Valle de Palacios, participó activamente en la guerra contra los moriscos, sus correligionarios de sangre. Este Hernán Valle, recordando tal vez su antigua ascendencia, tuvo buenas relaciones con el alguacil musulmán de Alcudia, Hernando al-Habaqui, que lo utilizó como aval ante Don Juan de Austria para conseguir una rendición honrosa de los moriscos.
Hernán-Valle fue también propiedad de Don Luis de Alarcón. Según escritos antiguos, el pueblo se fundó junto a un manantial de aguas termales hacia el año 1880 debido a sus extensos llanos aptos para el cultivo de cereal. Se formalizó demográficamente con colonos procedentes de la comarca.
A comienzos del siglo XX el ferrocarril llegó a Hernán-Valle, con la apertura de la línea Baza-Guadix, que formaba parte a su vez del ferrocarril Murcia-Granada. La localidad contó con una estación de ferrocarril propia, cercana al nudo ferroviario de Guadix. Este eje ferroviario entre Sureste español y Levante se mantuvo en servicio hasta su clausura parcial en 1985.

## Cultura

### Monumentos
Destacan los lavaderos comunitarios de principios del siglo XX, restaurados en 2009, así como la Ermita de la Virgen de Fátima (siglo XX), ubicada en el cerro de la Garita.

### Fiestas
Este pueblo celebra cada año sus fiestas patronales el fin de semana más próximo al 25 de agosto, en honor a San Luis de Francia. Esta fiesta dura 3 días y suelen llegar a Hernán-Valle distintos comerciantes y feriantes por estas fechas.
El tercer fin de semana junio, también tienen lugar las fiestas del Sagrado Corazón de Jesús.